# Mikroflora
Mikroflora su organizmi koji su vidljivi pod mikroskopom i koji žive u određenom okruženju. Mogu biti primjerice bakterije u određenom staništu kao primjerice u šupljinama unutarnjih organa životinja. Ljudski mikrobiom prvenstveno se nalazi u crijevima. Konzumacija voća i povrća, posebice sirovog, može pozitivno utjecati na raznolikost crijevnog mikrobioma. Biljke čak i u sjemenu imaju poseban mikrobiom koji može zaštititi biljku domaćina od bolesti. Dio organizama živi na ostacima uginulih biljaka ili životinja. Mikroorganizmi dopriniose razgradnji ostataka u anorganske spojeve. Neki organizmi su paraziti kod ljudi, biljaka i životinja, što uzrokuje različite bolesti. Neki organizmi se moraju prilagoditi u simbiozi s višim biljkama, kao što su bakterije korijena.  Mikroflora su odvojeni različitim okruženjima, kao što su. mikroflora gnojiva, tla, komposta.